# Col de Joux
Der Col de Joux ist ein 1639 m s.l.m. hoher Gebirgspass in der norditalienischen Region Aostatal.

## Geographie

### Lage und Umgebung
Der in der Monte-Rosa-Gruppe in den Walliser Alpen gelegene Übergang stellt eine Verbindung zwischen dem östlichen Teil des Aostatals und dem mittleren Teil des Val d’Ayas dar. Über den mit Wald bedeckten Pass führt die Regionalstraße SR 33 „de Col du Joux“ vom westlich des Passes liegenden Saint-Vincent nach Brusson.

### Auffahrt
Die Westauffahrt von Saint-Vincent ist 15,7 Kilometer lang und weist eine durchschnittliche Steigung von 6,7 % auf. Bei mäßigen Steigungsprozenten führt sie kurvenreich über Moron, Grun, Salirod und Amay auf die Passhöhe. Alternativ kann die Auffahrt auch über eine Zusatzschleife auf der SR7 erfolgen. Diese führt über Émarèse und Érésaz und mündet kurz nach Salirod in die SR33.
Die Ostauffahrt von Brusson Brusson ist mit einer Länge von sechs Kilometern deutlich kürzer. Die Auffahrt kann jedoch auch von Verrès im Aostatal erfolgen. Dabei weist sie auf einer Länge von 22,5 Kilometern eine durchschnittliche Steigung von 5,6 % auf. Die erste fünf Kilometer steigen dabei mit rund 8 % auf, ehe die Straße in Challand-Saint-Victor zunehmend abflacht und ab Challand-Saint-Anselme nahezu flach nach Brusson führt. Nach dem Abzweigen von der SR45 weisen die letzten sechs Kilometer auf der SR33 eine durchschnittliche Steigung von 5,6 % auf.

## Radsport
Im Jahr 1962 wurde erstmals eine Bergwertung des Giro d’Italia auf dem Col de Joux abgenommen. Der Pass wurde dabei auf der 20. Etappe zweimal überquert, wobei in der frühen Rennphase die Ostauffahrt und im Finale die Westauffahrt genutzt wurde. Als Start und Zielort diente damals Saint-Vincent. Während Alberto Assirelli und Angelino Soler über die beiden Bergwertungen führten, verteidigte Franco Balmamion das Rosa Trikot und fuhr tags drauf als Gesamtsieger in Mailand ein.
Zwei Jahre später stand der Pass erneut im Programm der vorletzten Etappe, die von Turin nach Biella führte. Jacques Anquetil verteidigte die Maglia Rosa und gewann einen Tag später seine zweite Italien-Rundfahrt, während sich Arnaldo Pambianco die Bergwertung am Ende der Westauffahrt sicherte. In den Jahren 1968 und 1970 wurde der Col de Joux bereits auf den ersten Etappen überquert. Dabei wechselten die Organisatoren zwischen West- und Ostauffahrt, wobei der Pass im Jahr 1968 kurz vor der Zielankunft in Saint-Vincent passiert wurde.
Nach 42 Jahren Abwesenheit kehrte er Col de Joux im Jahr 2012 ins Programm der Italien-Rundfahrt zurück. Im Rahmen der 14. Etappe stellte die Ostauffahrt eine Bergwertung der 1. Kategorie dar, ehe es zu einer Bergankunft nach Breuil-Cervinia ging.
Im Jahr 2025 soll der Col de Joux im Finale der 19. Etappe von der Westseite befahren werden. Zuvor führt der Abschnitt mit dem Colle Tzecore und Col Saint Pantaléon über zwei weitere Pässe des Aostatals. Nachdem auf dem Col de Joux eine Bergwertung der 1. Kategorie abgenommen wurde, geht der Abschnitt im nahegelegenen Champoluc einem Ortsteil von Ayas zu Ende.
| Jahr | Etappe     | Bergwertung  | Fahrer            | Auffahrt         |
| ---- | ---------- | ------------ | ----------------- | ---------------- |
| 1962 | 20. Etappe | GPM          | Alberto Assirelli | Ost (von Verrès) |
| 1962 | 20. Etappe | GPM          | Angelino Soler    | West             |
| 1964 | 21. Etappe | GPM          | Arnaldo Pambianco | West             |
| 1968 | 2. Etappe  | GPM          | Julio Jiménez     | West             |
| 1970 | 3. Etappe  | GPM          | Massimo Ghirotto  | Ost (von Verrès) |
| 2012 | 14. Etappe | 1. Kategorie | Jan Bárta         | Ost (von Verrès) |
| 2025 | 19. Etappe | 1. Kategorie |                   | West             |